# Cantonul Le Havre-1
Cantonul Le Havre-1 este un canton din arondismentul Le Havre, departamentul Seine-Maritime, regiunea Haute-Normandie, Franța.

## Comune
- Le Havre (parțial)